# Paiwarin Khao-Ngam
 (novembre 2021).
La mise en forme du texte ne suit pas les recommandations de Wikipédia : il faut le « wikifier ».
Les points d'amélioration suivants sont les cas les plus fréquents :
- Les titres sont pré-formatés par le logiciel. Ils ne sont ni en capitales, ni en gras.
- Le texte ne doit pas être écrit en capitales (les noms de famille non plus), ni en gras, ni en italique, ni en « petit »…
- Le gras n'est utilisé que pour surligner le titre de l'article dans l'introduction, une seule fois.
- L'italique est rarement utilisé : mots en langue étrangère, titres d'œuvres, noms de bateaux, etc.
- Les citations ne sont pas en italique mais en corps de texte normal. Elles sont entourées par des guillemets français : « et ».
- Les listes à puces sont à éviter, des paragraphes rédigés étant largement préférés. Les tableaux sont à réserver à la présentation de données structurées (résultats, etc.).
- Les appels de note de bas de page (petits chiffres en exposant, introduits par l'outil «  Source ») sont à placer entre la fin de phrase et le point final[comme ça].
- Les liens internes (vers d'autres articles de Wikipédia) sont à choisir avec parcimonie. Créez des liens vers des articles approfondissant le sujet. Les termes génériques sans rapport avec le sujet sont à éviter, ainsi que les répétitions de liens vers un même terme.
- Les liens externes sont à placer uniquement dans une section « Liens externes », à la fin de l'article. Ces liens sont à choisir avec parcimonie suivant les règles définies. Si un lien sert de source à l'article, son insertion dans le texte est à faire par les notes de bas de page.
- La présentation des références doit suivre les conventions bibliographiques. Il est recommandé d'utiliser les modèles {{Ouvrage}}, {{Chapitre}}, {{Article}}, {{Lien web}} et/ou {{Bibliographie}}. Le mode d'édition visuel peut mettre en forme automatiquement les références.
- Insérer une infobox (cadre d'informations à droite) n'est pas obligatoire pour parachever la mise en page.

Pour une aide détaillée, merci de consulter Aide:Wikification.
Si vous pensez que ces points ont été résolus, vous pouvez retirer ce bandeau et améliorer la mise en forme d'un autre article.
Paiwarin Khao-Ngam (thaï : ไพวรินทร์ ขาวงาม), né le 10 février 1961 dans la province de Roi Et, est un poète et écrivain thaïlandais.
En 1995, il reçoit le prix des écrivains de l'Asie du Sud-Est (S.E.A. Write Award) pour son recueil de poèmes Banana Tree Horse (ม้าก้านกล้วย). Il est aussi nommé Artiste national de Thaïlande pour l'ensemble de son œuvre littéraire et poétique en 2015,.

## Biographie
Paiwarin Khao-Ngam naît en 1961 dans une famille de pauvres riziculteurs de l'Isan. Il est excellent à l'école puis il devient bonze quelques années tout en continuant d'apprendre la langue siamoise et la littérature. Ensuite il retourne à la vie laïque et civile. Il va à Chiang Mai et travaille dans un journal local comme pigiste puis reporter à plein temps. En 1984, il décide d'aller vivre dans la capitale, Bangkok, et travaille de nouveau pour plusieurs magazines dont le journal Siam Rath.

## Œuvres
- ลำนำวเนจร (1985)
- คำใดจะเอ่ยได้ดั่งใจ (1986)
- ไม่ใช่บทกวีจากชายป่าอารยธรรม (1987)
- ฤดีกาล (1989)
- คือแรงใจและไฟฝัน (1991)
- ถนนนักฝัน (1992)
- ม้าก้านกล้วย (Banana Tree Horse) (1995)
- เจ้านกกวี (1997)
- ทอดยอด (1999)
- เพราะภาพพูดได้ หัวใจจึงขอฟัง (2001)
- ผมจรรอนแรมจากลุ่มแม่น้ำมูล (2002)
- ที่ใดมีรัก ที่นั่นมีรัก (2002)
- ดวงใจจึงจำนรรจ์ (2004)
- จิบใจ จอกจ้อย (2004)
- กลอนกล่อมโลก (2004)

## Œuvre traduite en anglais
- Banana Tree Horse and other poems, édition bilingue de poèmes en thaï traduit en anglais par B. Kasemsri, Amarin Printing And Publishing Public Co, 1995, 74 pages,  (ISBN 974-8428-35-4)

## Poème traduit en français
- Sous une demi-noix de coco, il y a un vaste ciel (ใต้กะลามีฟ้ากว้าง ; Tai Kala Mi Fa Kwang), poème thaï traduit par Maurice Coyaud dans l'ouvrage Poésie thaï, 1997, Paris, P.A.F., p.181-183.